# Wildflower
Wildflower – drugi album zespołu The Avalanches. Został ekskluzywnie wydany cyfrowo 1 lipca 2016 w serwisie Apple Music. Tydzień później, 8 lipca, został wydany nakładem wytwórni Modular Recordings, Astralwerks, XL Recordings oraz EMI. Praca nad albumem trwała z przerwami spowodowanymi m.in. problemami zdrowotnymi jednego z producentów, Robbiego Chatera, prawie 16 lat. Album odniósł sukces zarówno komercyjny jak i artystyczny, osiągnął szczyt listy przebojów w rodzimym kraju - Australii, oraz 10 miejsce na brytyjskiej liście przebojów.

## Lista utworów
1. The Leaves Were Falling – 0:15
2. Because I’m Me (feat. Camp Lo) – 4:12
3. Frankie Sinatra (feat. Danny Brown & MF Doom) – 3:44
4. Subways – 3:10
5. Going Home – 2:06
6. If I Was a Folkstar (feat. Toro y Moi) – 4:33
7. Colours (feat. Jonathan Donahue) – 3:32
8. Zap! – 1:58
9. The Noisy Eater (feat. Biz Markie & Jean-Michel Bernard) – 3:14
10. Wildflower – 1:14
11. Harmony (feat. Jonathan Donahue & Jonti) – 3:48
12. Live a Lifetime Love (feat. Ariel Pink & Paris Pershun) – 2:30
13. Park Music – 0:54
14. Livin' Underwater (Is Something Wild) – 1:56
15. The Wozard of Iz (feat. Danny Brown) – 3:00
16. Over the Turnstiles – 0:41
17. Sunshine – 3:37
18. Light Up – 1:34
19. Kaleidoscopic Lovers (feat. Jonathan Donahue) – 3:55
20. Stepkids (feat. Jennifer Herrema & Warren Ellis) – 4:32
21. Saturday Night Inside Out (feat. Father John Misty & David Berman) – 5:07

Utwór bonusowy dostępny w wersji cyfrowej
1. Frankie Sinatra (extended mix) – 4:28